# Vazmeno bdjenje
Vazmeno bdjenje ili Uskrsno bdjenje (lat. Vigilia Paschalis) kršćansko je bogoslužje u noći između Velike subote i Uskrsa kojime se svečano slavi Isusovo uskrsnuće. To je najznačajnije bdjenje u cijeloj povijesti Crkve i slavlje liturgijske godine kojime se vjernike uvodi u otajstvo uskrsnuća. Stoga se i naziva „majkom svih bdjenja”.
U Katoličkoj Crkvi, na vazmeno bdjenje, slavi se najvažnija sveta misa u liturgijskoj godini. Njome počinje uskrsno vrijeme liturgijske (crkvene) godine. Prvi se put izgovara ili pjeva poklik „Aleluja” nakon korizme.

## Liturgijsko slavlje
Obredni čin blagoslova novoga ognja, paljenje uskrsne svijeće na novome ognju i njezino unošenje u crkvu koja je u tami te svečani hvalospjev uskrsnoj svijeći, kroz jedinstveni simbolizam svjetla pripovijedaju otajstvo uskrsnuća. Kršćanska je vjera spomen na Kristovo uskrsnuće rado slavila obredom svjetla.
- služba svjetla: blagoslov ognja, paljenje velike uskrsne svijeće, svečana procesija, vazmeni hvalospjev (Exsultet)
- služba Riječi
- krsna (i potvrdna) služba
- euharistijska služba